# آقا پتروس
آقا پطروس، آقا پتروس، میرزا پتروس یا پطروس ایلیا بازی (به سریانی: ܐܝܠܝܐ ܦܹܛܪܘܼܣ)(زادهٔ آوریل ۱۸۸۰- مرگ ۲ فوریهٔ ۱۹۳۲) فرمانده نظامی آشوریان در میانه جنگ جهانی اول بود.

## زندگی
او با نام اصلی پطروس ایلیا در منطقهٔ باز در عثمانی زاده شد. تحصیلات مقدماتی را نزد میسیونرهای (مبلغان) مسیحی در ارومیهٔ ایران گذراند و پس از آن به عنوان معلم به سرزمین خویش بازگشت. وی علاوه بر زبان مادریش(آشوری) به زبان‌های فارسی، ترکی، عربی، فرانسوی، انگلیسی، کردی و روسی نیز مسلط بود. از این رو در ۱۹۰۹ میلادی، مدتی کنسول عثمانی در ارومیه بود.
با آغاز جنگ جهانی یکم او به متفقین گرایش پیدا کرد و به زودی به فرماندهی جناح چپ ارتش داوطلب آشوری درآمد. فرماندهی مرکزی این ارتش با مارشیمون بنیامین و جناح چپ آن نیز با برادر مارشیمون، داوود بود. او به زودی توانست پیروزی‌های ارزنده‌ای را بر نیروهای عثمانی به ویژه در نقده و مهاباد به دست آورد و آنان را تا رواندوز به عقب‌راند. هنگام چیرگی مارشیمون بر ارومیه، آقا پتروس ریاست امنیهٔ شهر را بر عهده‌ داشت. با وجود اینکه با مارشیمون، رهبر مذهبی آشوریان اختلافاتی داشت و مارشیمون بدو بدگمان بود، اما پس از کشته‌شدن مارشیمون به دست اسماعیل آقا سیمیتقو، به مواضع سمیتقو تاخت و به نیروهای ملک خوشابه پیوست. او توانست چهریق را بگشاید و سمیتقو را فراری‌دهد، در گشایش چهریق که ستاد فرماندهی سیمقو بود گروهی از خانوادهٔ وی از جمله مادر و دختر برادر او اسیرشده و به ارومیه فرستاده‌شدند. همگی مردان نیز در قلعهٔ چهریق از دم تیغ گذرانده‌شدند. پس از چیرگی بر چهریق او در گشودن دیلمقان و سلماس نیز همراهی ‌داشت. 
در جریان پیمان لوزان در ۱۹۲۳ میلادی او به عنوان مذاکره‌کننده‌ای از سوی آشوریان کوشید تا حق بازگشتن مردمان آشوری به استان حکاری را به دست‌آورد، ولی تلاشهایش موفقیتی در پیش نداشت. وی به دلیل سکته مغزی در تولوز فرانسه درگذشت.